# تشيتان أناند
تشيتان أناند هو منتج أفلام وكاتب سيناريو ومخرج وممثل هندي (وحمل سابقاً جنسية الراج البريطاني)، ولد في 3 يناير 1915 في باكستان، وتوفي في 6 يوليو 1997 في الهند.

## وصلات خارجية
- تشيتان أناند على موقع IMDb (الإنجليزية)
- تشيتان أناند على موقع ألو سيني (الفرنسية)
- تشيتان أناند على موقع أول موفي (الإنجليزية)
- تشيتان أناند على موقع قاعدة بيانات الفيلم (الإنجليزية)
- تشيتان أناند على موقع كينوبويسك (الروسية)